# Waltraud Ulshöfer
Waltraud Ulshöfer (* 20. September 1956 in Bad Mergentheim) ist eine deutsche Politikerin (Bündnis 90/Die Grünen).

## Leben
Waltraud Ulshöfer studierte in Heidelberg und Reading englische und deutsche Sprach- und Literaturwissenschaft und legte das erste und zweite Staatsexamen ab. Sie war Dramaturgin am Stuttgarter Theater tri-bühne. In der 9. Wahlperiode (1984 bis 1988) war sie Abgeordnete im Landtag von Baden-Württemberg. Dort vertrat sie ein Zweitmandat des Wahlkreises Bietigheim-Bissingen. Danach arbeitete sie bis 2004 als Verlagsredakteurin in einem großen Schulbuchverlag. 2011 begann sie ein weiterbildendes Studium im Fach Mediation an der Fernuniversität in Hagen. Seit 2014 ist sie „Master of Mediation“. Sie ist mit dem Politiker Fritz Kuhn verheiratet und hat zwei Söhne.